# Духо
Духо — деревня в Краснинском районе Смоленской области России. Входит в состав Мерлинского сельского поселения. Население — 13 жителей (2007 год). 
Расположена в западной части области в 11 км к востоку от Красного, в 9 км южнее автодороги Р135 (Смоленск - Красный - Гусино). В 22 км северо-западнее деревни расположена железнодорожная станция Велино на линии Москва — Минск. 

## История
В годы Великой Отечественной войны деревня была оккупирована гитлеровскими войсками в июле 1941 года, освобождена в сентябре 1943 года.

## Известные уроженцы
- Емельяненко, Георгий Семёнович (1906—1979) — советский генерал-лейтенант.